# کوشکوردپ
کوشکوردپ یا کش کوردف روستایی در دهستان سرباز بخش مرکزی شهرستان سرباز استان سیستان و بلوچستان ایران است.

## جمعیت
بر پایه سرشماری عمومی نفوس و مسکن در سال ۱۳۹۵ جمعیت این روستا ۳۳۸ نفر (۸۰خانوار) بوده‌است.